# Душатинская волость
Душа́тинская волость — административно-территориальная единица, существовавшая до 14 июля 1921 года в составе Суражского уезда.
Административный центр — местечко (ныне село) Душатин.

## История
Волость образована в ходе реформы 1861 года.
В ходе укрупнения волостей, с 14 июля 1921 года Душатинская волость была упразднена, а её территория включена в состав Суражской волости.
Ныне территория бывшей Душатинской волости входит в Суражский район Брянской области.

## Административное деление
В 1919 году в состав Душатинской волости входили следующие сельсоветы: Александровский, Андреевский, Белянский, Василёвский, Влазовичский, Грабовский, Графовский, Гудовский, Деменский (Красновский), Душатинский 1-й и 2-й, Иржачский, Кашовский, Косичский, Лубенский, Михайловский, Подмонастырский, Покровский, Сенчанский.
Многие из этих сельсоветов были незначительными и в ближайшие годы были упразднены.